# Gun-Mari Lindholm
Gun-Mari Lindholm, född 29 mars 1962, är en åländsk politiker. Hon tillhör partiet Moderat Samling för Åland.
Lindholm var ledamot av Ålands lagting 1999-2019, andra vice talman i lagtinget 2007-2011, social- och miljöminister i Ålands landskapsregering 2003-2005 och kansliminister i landskapsregeringen 2011-2013. 
Hon blev 2016 kommunstyrelsens ordförande i Kumlinge kommun.